# Gossip
Gossip (conhecida anteriormente como The Gossip) é uma banda norte-americana de indie rock formada em 1999 em Searcy, Arkansan. A banda é composta pela cantora Beth Ditto, pelo guitarrista Brace Paine e pela baterista Hanah Blilie. Depois de lançar vários álbuns, a banda explodiu no cenário musical em 2006, com o então aclamado álbum Standing in The Way of Control. Um novo album, Music for Men, foi lançado em 2009. A banda tocou uma mistura de revival pós-punk, indie rock e dance-rock. Seu quinto álbum, A Joyful Noise, foi lançado em maio de 2012. Eles se separaram em 2016, mas se reformaram para embarcar em uma turnê de aniversário do Music for Men em 2019 e lançaram o álbum Real Power em 2024.

## Formação e história

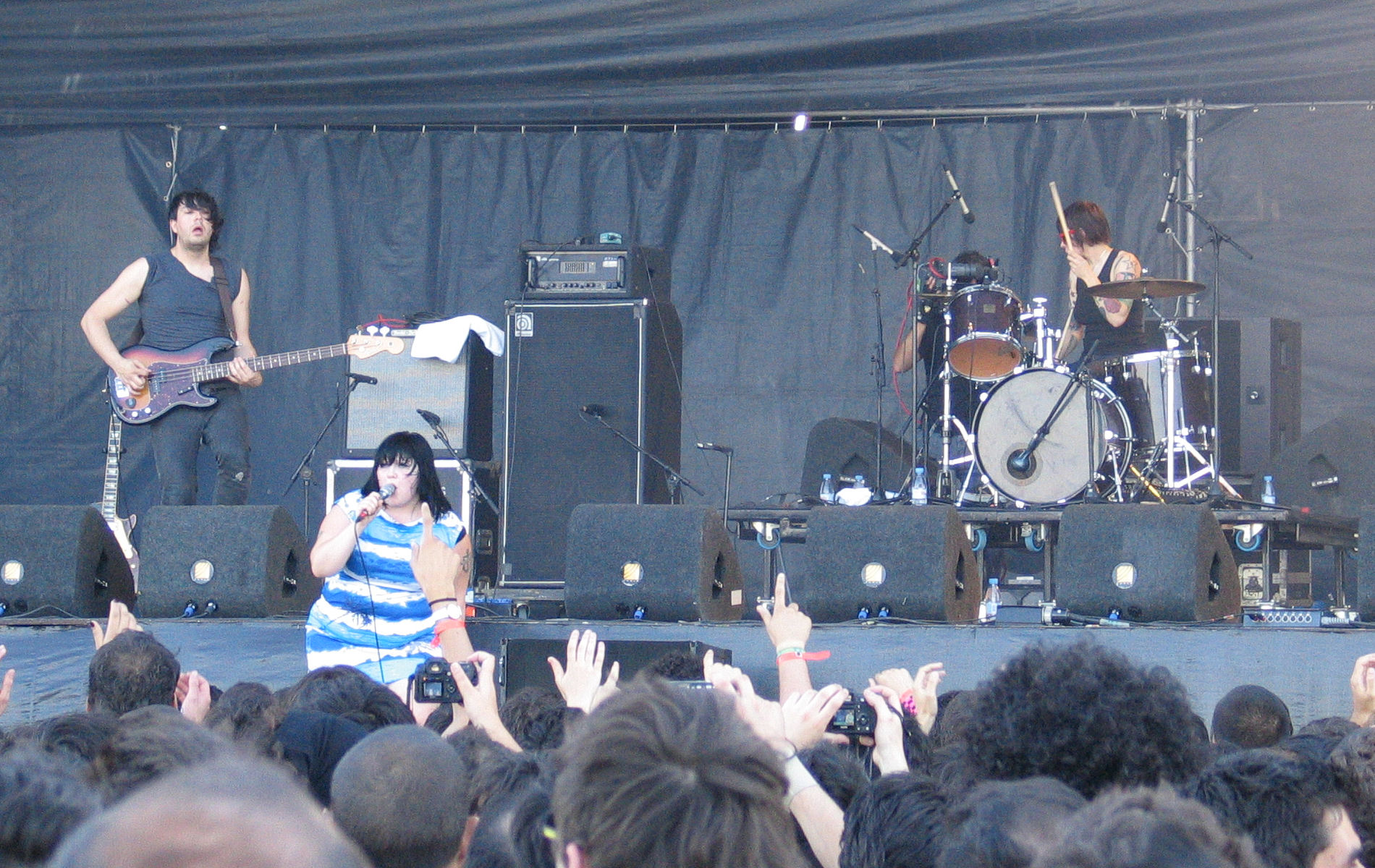
Apresentação em Portugal

Gossip foi formada em 1999 em Olympia, estado de Washington, com a vocalista Beth Ditto, o guitarrista Brace Paine, e a baterista Kathy Mendonça. Em 1999, a gravadora independente K Records lançou a primeira gravação de Gossip, o seu epónimo EP de estreia, The Gossip em 1999.
Desde a formação da banda, Ditto foi sido considerada controversa pelo mainstream por ser aberta em relação ao o seu peso e à sua homossexualidade, assim como não se reter quando se tratava de discutir com os integrantes da banda.
O primeiro álbum da banda, intitulado That's Not What I Heard, foi lançado pela gravadora Kill Rock Stars em 23 de janeiro de 2001. Entre o lançamento de That's Not What I Heard e o do seu segundo álbum, a banda lançou o EP Arkansas Heat, em 7 de maio de 2002. Movement, o segundo álbum de estúdio da banda, seguiu um ano, tendo sido lançado no dia 6 de maio de 2003. Em novembro de 2003, dois meses após o lançamento do seu primeiro álbum ao vivo, Undead in NYC (lançado no dia 9 de setembro de 2003), a baterista Kathy Mendonca deixou a banda para prosseguir uma carreira como obstetra. A baterista Hanah Blilie juntou-se à banda para substituir Mendonça..
O primeiro lançamento que apresenta a nova baterista Hannah Blilie foi o seguinte álbum da banda Standing in the Way of Control. Foi lançado no dia 24 de Janeiro de 2006 na Kill Rock Stars e mais tarde em 2006 na gravadora britânica independente Back Yard Recordings.
Em fevereiro de 2016, Beth Ditto confirmou o fim da banda, revelando que pretende se concentrar na sua carreira musical a solo e também na sua linha de moda.

### 2007–2011: Sucesso mainstream e mudança para uma grande gravadora
O álbum Standing in the Way of Control ganhou o status de Disco de Ouro no Reino Unido. A primeira aparição de Gossip na TV do Reino Unido foi no Friday Night With Jonathan Ross da BBC1, onde eles tocaram a faixa-título "Standing in the Way of Control".
Conforme relatado na Pitchfork em março de 2007, o grupo assinou contrato com a Music With a Twist, uma subsidiária da Sony Music Label Group, concentrando-se em atos musicais LGBT.  Durante o verão de 2007, Gossip fez parte da multi-artista True Colors Tour 2007,[ que viajou por 15 cidades nos Estados Unidos e Canadá. Apresentado pela comediante Margaret Cho e encabeçado por Cyndi Lauper, a turnê também incluiu Debbie Harry, Erasure, Rufus Wainwright, The Dresden Dolls, The MisShapes, The Cliks e convidados especiais. Os lucros da turnê foram para beneficiar a Campanha de Direitos Humanos.
Gossip mora em Portland, Oregon e já tocou com bandas como Sleater-Kinney, Le Tigre, CSS, Erase Errata, Mika Miko, Panther, Comanechi e Mates of State. Eles também abriram para o Scissor Sisters em três datas de sua turnê de novembro de 2006.
Em 24 de junho de 2007, Gossip fechou o Festival de Glastonbury, tocando o set final no palco John Peel, durante o qual Ditto fez uma homenagem ao falecido John Peel. A banda também se apresentou no ano seguinte, no Pyramid Stage.
Gossip lançou seu álbum Live in Liverpool no Reino Unido e nos EUA em abril de 2008. O álbum foi produzido por Rick Rubin e também apresenta um DVD de sua performance ao vivo. Um novo álbum de estúdio chamado Music For Men foi lançado em junho de 2009. O primeiro single do álbum, "Heavy Cross", foi especialmente bem sucedido na Alemanha, onde foi certificado com ouro triplo por vender mais de 450.000 cópias, e foi mencionado como o "single mais bem sucedido produzido internacionalmente" de todos os tempos em setembro de 2010.  Em janeiro de 2011, o single quebrou o recorde alemão de faixa mais vendida na história das paradas. Em 14 de janeiro de 2011, passou 82 semanas consecutivas no Top 100 alemão. 

### 2012–2016:A Joyful Noise, separação
Em 12 de março de 2012, o single de retorno da banda, "Perfect World", foi revelado no programa de Zane Lowe na BBC Radio 1. Seu quinto álbum de estúdio, A Joyful Noise, produzido por Brian Higgins, do Xenomania, foi lançado no final de maio.[ A música da banda evoluiu e se tornou mais pop. Andy Gill, escrevendo no The Independent, saudou o resultado,[ enquanto a crítica da Pitchfork foi mais negativa.  Um segundo single, "Move in the Right Direction", foi lançado em maio. Durante o verão, a banda encabeçou vários festivais.
Em uma entrevista à Pitchfork em fevereiro de 2016, Ditto confirmou a separação do Gossip. Ela afirmou que pretendia se concentrar em sua linha de roupas e música como artista solo. 

### 2019–presente: Turnê do décimo aniversário eReal Power
Em março de 2019, Ditto anunciou o retorno da banda com um show no final de julho de 2019 para comemorar o 10º aniversário do Music for Men.  Mais tarde, isso se expandiu para uma turnê mundial.  A banda fez seu último show da turnê no Rote Fabrik em Zurique, Suíça, em 19 de agosto de 2019.  Em outubro de 2020, Ditto compartilhou uma foto em sua página do Instagram de si mesma com Paine e Mendonça no estúdio juntos. 
Em novembro de 2023, a banda anunciou sua segunda reunião e compartilhou um novo single, "Crazy Again". A música é retirada de seu sexto álbum, Real Power, que foi anunciado simultaneamente e posteriormente lançado em 22 de março de 2024. 
Em entrevista à BBC em março de 2024, Ditto falou sobre como convidou Howdeshell quando estava lutando para gravar seu segundo álbum solo com Rick Rubin em seu estúdio no Havaí. Trabalhando juntos, o álbum progrediu para um disco de fofocas e, após um hiato devido à pandemia de COVID-19, o trio de Ditto, Howdeshell e Blilie completou Real Power, seu primeiro álbum em doze anos. 
No mesmo ano, Gossip embarcou em uma turnê pela Europa e América do Norte incluindo a atração principal no palco Woodsies em Glastonbury. 

## Discografia

### Álbuns de estúdio
- That's Not What I Heard (2001)
- Movement (2003)
- Standing in the Way of Control (2006)
- Music For Men (2009)
- A Joyful Noise (2012)
- Real Power (2024)

### EPs
- The Gossip (1999)
- Arkansas Heat (2002)
- Real Damage (2005)
- GSSP RMX (2006)

### Álbuns ao vivo
- Undead In NYC (2003)
- Live In Liverpool (2007)

1. ↑  Petonio, Ezra (19 de fevereiro de 2016). «Beth Ditto Stays Radically Fat With New Clothing Line and Solo Career» [Beth Ditto Permanece Radicalmente Gorda Com Nova Linha de Moda e Carreira a Solo] (em inglês). Pitchfork. Consultado em 4 de junho de 2017